# Mécanique (technique)
Pour les articles homonymes, voir Mécanique et construction (homonymie).
Ne doit pas être confondu avec Mécanique (science).
La mécanique en tant que technique ou activité industrielle, est l'ensemble des activités, méthodes et techniques liées à la conception de structures (charpentes, coques, bâtis, etc.), machines ou de mécanismes.
Ces activités regroupent l'étude, la conception, la fabrication, la maintenance et la déconstruction de toute structure ou dispositif (moteurs, véhicules, etc.) produisant ou transmettant un mouvement, une force, ou une déformation. On parle ainsi de génie mécanique, de mécanique automobile, de mécanique navale, etc.

## Historique
Si la préhistoire de la construction mécanique se confond avec l’histoire de l’humanité — le premier moulin à eau remonterait au Ve siècle av. J.-C., et l’on se perd en hypothèses sur l’invention de la roue — son essor ne débute qu'à l'ère moderne.
Il importe de distinguer la mécanique en tant que science de la mécanique en tant que technique.
La première apparaît dès l'Antiquité, chez les Grecs, Archimède et Aristote pouvant être considérés comme les premiers grands mécaniciens de l'histoire. Lors de la Renaissance apparaissent les premiers ingénieurs, essentiellement préoccupés d'améliorer les techniques d'armement. Les carnets de dessins de Léonard de Vinci constituent en la matière une référence de choix. Au XVIIe siècle, Galilée puis Newton jettent les bases de la mécanique classique.

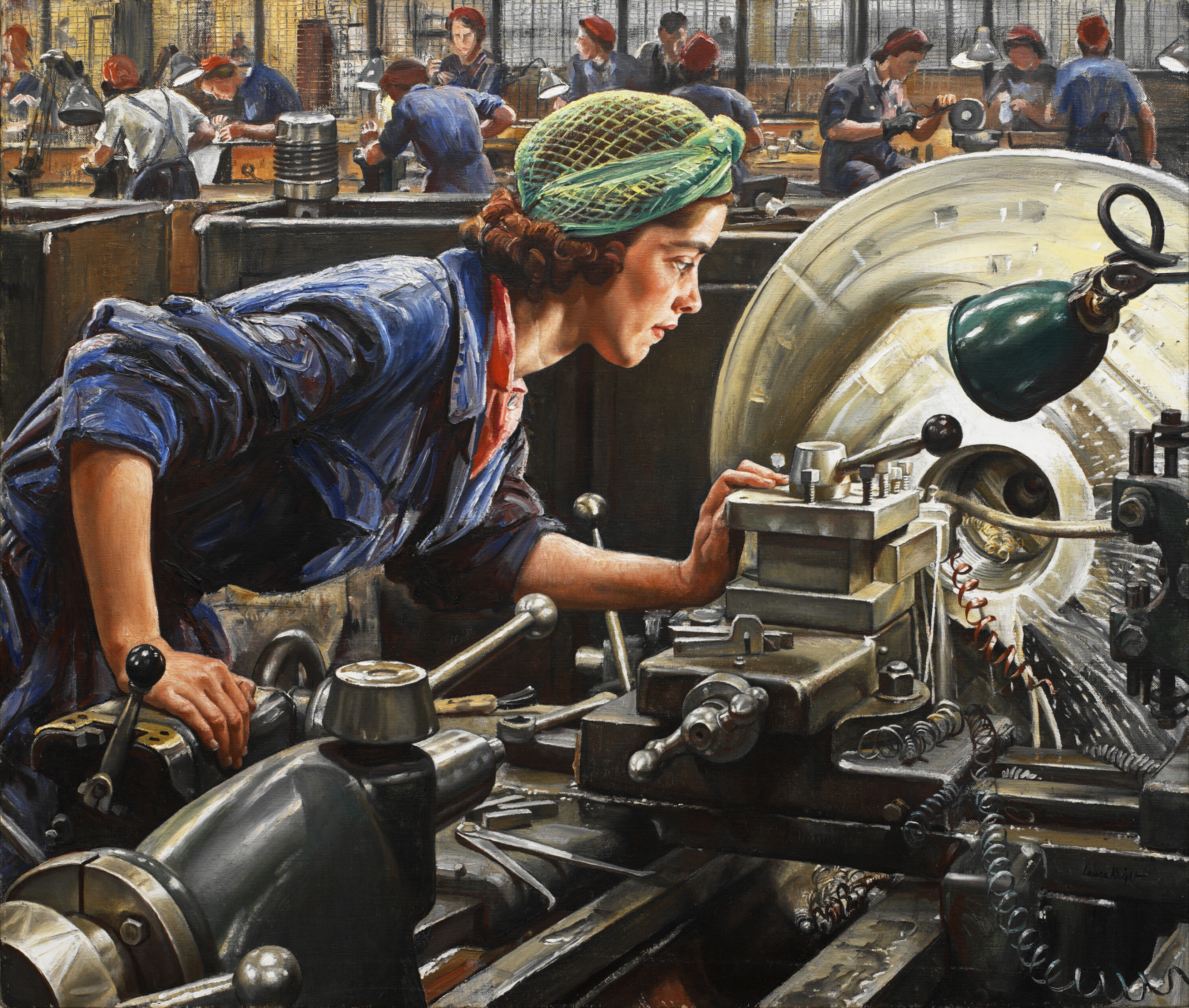
XXe siècle, les femmes ont joué un rôle important dans la fabrique de pièces mécaniques destinées à l'armement.
Ruby Loftus vissant un manchon de culasse, tableau de Laura Knight, 1943.

Au XVIIe, en effet, l’invention de l’Anglais Newton donne le coup d’envoi d’une approche raisonnée de la construction mécanique, mais ce n’est qu’au XIXe, avec l’Allemand Wöhler, que le génie mécanique prend tout son essor.
Mais c'est quand le travail est érigé en valeur, au XVIIIe siècle, lors de la Révolution industrielle et des débuts de la division du travail, que la construction mécanique fait son apparition et se développe de façon spectaculaire, son objectif premier étant de concevoir des outils permettant de faciliter et optimiser le travail afin d'accroître la productivité.
Pendant la première moitié du XXe siècle, la naissance de l'automobile et des avions en Europe, aux États-Unis puis au Japon provoquent un développement considérable de la mécanique. Les deux Guerres mondiales contribuent à ce que ces pays mettent à profit le progrès technique pour renforcer les infrastructures d'armement. Des populations entières sont mobilisées dans les chaînes de montage, notamment les femmes, qualifiées alors de "munitionnettes".
Durant la seconde moitié du XXe siècle, la mécanique connait une mutation décisive, son alliance avec l'informatique et l'électronique donnant naissance à une nouvelle branche, la mécatronique, et s'épanouissant dans la robotique.

## Généralités
Envisager de rendre compte de l’ensemble des réalités de la construction mécanique du XXIe siècle, c’est considérer d’emblée le caractère industriel d’une activité incluant les technologies les plus diverses, de l'électricité à l'informatique, et recouvrant les besoins de la construction de véhicules terrestres, aériens, spatiaux, ainsi que les machines permettant de construire ces machines.
Cependant, la construction mécanique reste au cœur de l’industrie, tant d’un point de vue historique (jusqu’aux années 1950, la conception de produits industriels est essentiellement perçue au travers de la « mécanique ») que d’un point de vue structurel (si diverses soient les technologies, la conception d’un produit industriel restera toujours tributaire de considérations liées à la résistance mécanique).

## Introduction
Le calcul de mécanique générale (newtonienne) permet de connaître les actions mécaniques extérieures à tout ou partie d’un système mécanique, tandis que le calcul de mécanique appliquée, associé à la connaissance de la résistance des matériaux (Wöhler) permet d’en vérifier la sécurité.
On distingue dans la construction mécanique : les procédés de fabrication, les méthodes et les éléments d'assemblages, les actionneurs, les éléments de transmission.

## Liste de techniques de mécanique industrielle
- Ajustage
- Assemblage
- Boulonnage
- Vissage
- Clavetage
- Clinchage
- Collage
- Décolletage
- Découpage
- Emboutissage
- Estampage
- Fonderie
- Forgeage
- Frettage
- Frittage
- Grignotage
- Matriçage
- Micromécanique
- Moulage par injection
- Moulage
- Polissage
- Rivetage
- Soudage
- Traitement de surface
- Traitement thermique
- Tribologie
- Usinage